# Marshall Goldsmith
Marshall Goldsmith (sinh ngày 20 tháng 3 năm 1949) là một chuyên gia huấn luyện lãnh đạo người Mỹ.

## Xuất thân & Học vấn
Goldsmith sinh ra ở Valley Station, Kentucky. Ông nhận bằng kinh tế toán học từ Viện Công nghệ Rose-Hulman ở Terre Haute, Indiana vào năm 1970. Sau đó, ông lấy bằng Thạc sĩ Quản trị Kinh doanh tại Trường Kinh doanh Kelley của Đại học Indiana vào năm 1972, và bằng Tiến sĩ Trường Quản lý UCLA Anderson ở Los Angeles, California vào năm 1977.
Năm 2012, Goldsmith được trao Giải thưởng Cựu sinh viên xuất sắc John E. Anderson, giải thưởng cao quý nhất mà Trường Quản lý UCLA Anderson trao tặng cho các cựu sinh viên. Năm 2010, Trường Kinh doanh Kelley của Đại học Indiana cũng đã trao tặng Marshall giải thưởng Doanh nhân Xuất sắc của năm.

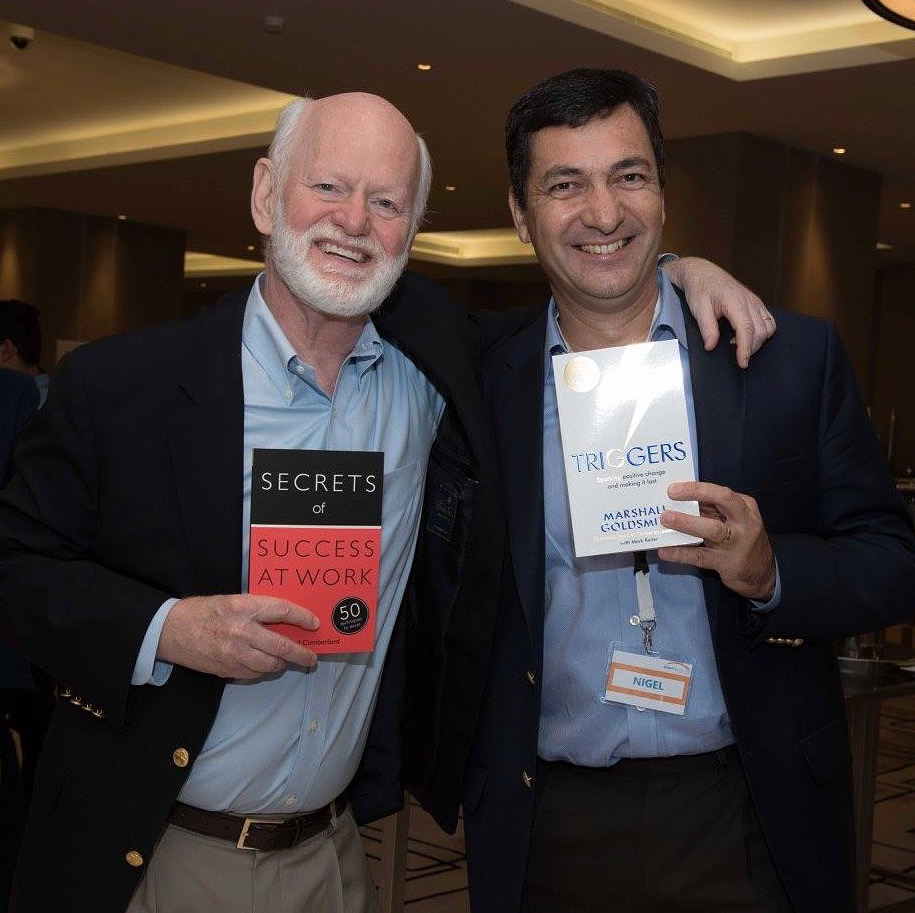
Goldsmith cùng tác giả & chuyên gia huấn luyện Nigel Cumberland tại Dubai, ngày 6 tháng 9 năm 2015

## Sự nghiệp
Từ năm 1976 đến năm 1980, Goldsmith làm Giáo sư và sau đó là Phó trưởng khoa tại Khoa Kinh doanh của Đại học Loyola Marymount. Sau đó, ông đảm đương vai trò giáo sư ngành quản lý tại Trường Kinh doanh Tuck của Đại học Dartmouth.
Năm 1977, ông bước chân vào lĩnh vực đào tạo quản lý sau khi gặp gỡ Paul Hersey; hai người sau đó đã đồng sáng lập công ty giáo dục quản lý Keilty, Goldsmith and Company. Ông trở thành đối tác sáng lập của Marshall Goldsmith Group Lưu trữ ngày 22 tháng 9 năm 2020 tại Wayback Machine, chuyên về huấn luyện lãnh đạo điều hành. Trong suốt sự nghiệp của mình, ông đã hợp tác và hỗ trợ phát triển cho CEO từ hơn 200 công ty.
Theo ES Wibbeke và Sarah McArthur, Goldsmith là người tiên phong trong việc sử dụng phương pháp đánh giá 360 độ.
Công trình của Marshall đã được đăng trên tờ The New Yorker trong bài báo với tựa đề "The Better Boss", và tờ The Atlantic trong bài báo với tiêu đề "The Questions That Will Get Me Through the Pandemic."

## Tác phẩm
- Work is Love Made Visible: A Collection of Essays About the Power of Finding Your Purpose From the World's Greatest Thought Leaders. Frances Hesselbein, Marshall Goldsmith, và Sarah McArthur. Wiley (2018).
- How Women Rise: Break the 12 Habits Holding You Back from Your Next Raise, Promotion, or Job. Sally Helgesen và Marshall Goldsmith. Hachette Books (2018).
- Triggers: Creating Behavior That Lasts--Becoming the Person You Want to Be. Marshall Goldsmith và Mark Reiter. Crown (2015). ISBN 9780804141239
- Managers as Mentors: Building Partnerships For Leaders, 3rd Edition (cùng với Chip R. Bell, 2013), Berrett-Koehlers; ISBN 9781609947101.
- MOJO: How to Get It, How to Keep It, and How to Get It Back If You Lose It. Marshall Goldsmith và Mark Reiter. Hyperion (2010).
- What Got You Here Won't Get You There in Sales. Marshall Goldsmith, Don Brown, and Bill Hawkins. GBH Press (2010). ISBN 9780071773942
- Succession: Are You Ready? Marshall Goldsmith. Harvard Business Press (2009).
- What Got You Here Won't Get You There. Marshall Goldsmith và Mark Reiter. Hyperion (2007).
- Global Leadership: The Next Generation. Marshall Goldsmith, Alastair Robertson, Cathy Greenberg, Maya Hu-Chan. FT Prentice Hall (2003).
- The Leadership Investment: How the World's Best Organizations Gain Strategic Advantage Through Leadership Development. Robert Fulmer và Marshall Goldsmith. AMACOM (2001).
- The Change Champion's Field Guide: Strategies and Tools for Leading Change in Your Organization 2nd Edition. Louis Carter và Marshall Goldsmith. Pfeiffer (2013).
- Best Practices in Leadership Development and Organization Change. Louis Carter và Marshall Goldsmith. Pfeiffer (2004).
- Best Practices in Talent Management. Marshall Goldsmith và Louis Carter. Pfeiffer (2009).
- Coaching for Leadership: The practice of leadership coaching from the world s greatest coacher Marshall Goldsmith, Laurence S. Lyons và Sarah McArthur. Pfeiffer; Ấn bản lần thứ 2 (2020).
- The Earned Life: Lose Regret, Choose Fulfillment. Marshall Goldsmith và Mark Reiter (2022).

## Gia đình
Marshall hiện sinh sống tại La Jolla, California cùng với vợ là Lyda. Ông có một con trai, Bryan Goldsmith, và một con gái, Kelly Goldsmith.
Goldsmith từng tự nhận mình là một tín đồ Phật giáo.